# Pitanga da Estrada
Pitanga da Estrada é um distrito do município brasileiro de Mamanguape, no estado da Paraíba, fazendo divisa com o estado do Rio Grande do Norte.